# Калдаро сула Страда дел Вино
Калда̀ро сула Стра̀да дел Вѝно (на италиански: Caldaro sulla Strada del Vino; на немски: Kaltern an der Weinstraße, Калтерн ан дер Вайнщрасе) е градче и община в Северна Италия, автономна провинция Южен Тирол, автономен регион Трентино-Южен Тирол. Разположено е на 425 m надморска височина. Населението на общината е 7850 души (към 2014 г.).

## Език
Официални общински езици са и италианският и немският. Най-голямата част от населението говори немски. В общината се говори и други романски език, ладинският.
| %     | Роден език      |
| 7,03  | Италиански език |
| 92,61 | Немски език     |
| 0,36  | Ладински език   |